# Station Hovin
Station Hovin is een station in  Hovin in fylke Trøndelag  in  Noorwegen. Het station ligt aan Dovrebanen. Het is alleen in gebruik als halte voor stoptreinen.